# Víctor Noriega
Víctor Noriega (Cidade do México, 10 de maio de 1972) é um ator e cantor mexicano. 

## Biografia
Víctor Noriega é ator e cantor, que iniciou sua carreira no grupo Garibaldi; 
Sua aparição ao lado de Eduardo Santamarina, Aracely Arambula e Natalia Esperón na novela Rencor apasionado em 1998 marca sua estreia nas novelas mexicanas. Nesse mesmo ano trabalhou com Bibi Gaytán e Eduardo Capetillo em Camila.
Em 1999 interpretou um dos vilões da novela Rosalinda junto com Thalía e Fernando Carrillo.
No mesmo ano, interpretou outro antagonista em Mujeres engañadas, alternando com Andrés García e Laura León.
Em 2000 estreou como protagonista na novela Por un beso, novamente com Natalia Esperón.
Em 2004, protagonizou na Venevisión em Miami, a novela Ángel rebelde, junto com Grettell Valdez.
Em 2005, também em Miami, protagonizou a novela El amor no tiene precio, junto com Susana González.  
Em 2007, foi antagonista na novela Palabra de mujer, com Juan Soler, Yadhira Carrillo e Edith González.
No inicio de 2009 integrou o elenco da novela Cuidado con el ángel. Nesse mesmo ano interpretou um dos antagonistas na novela Hasta que el dinero nos separe, com Pedro Fernández e Itati Cantoral.

## Carreira

### Telenovelas
- Las amazonas (2016) .... Julián Villarroel
- Por siempre mi amor (2013-2014) .... Fabricio de la Riva Oropeza
- Libre para amarte (2013) .... Peter Ornelas
- Qué bonito amor (2012-2013) .... Michael Johnson
- Dos hogares (2011) .... Darío Colmenares (antagonista)
- Hasta que el dinero nos separe (2009-2010) .... Marco Valenzuela Sáenz
- Cuidado con el ángel (2008-2009) .... Daniel Velarde
- Palabra de mujer (2007-2008) .... Emanuel San Román
- Peregrina (2005-2006) .... Eugenio
- El amor no tiene precio (2005) .... Sebastián Monte y Valle
- Ángel rebelde (2003-2004) .... Raúl Hernández
- Bajo la misma piel (2003) .... Gabriel Ornelas
- Niña amada mía (2003) .... Servando Uriarte
- La otra (2002) .... Amante de Bernarda
- Entre el amor y el odio (2002) .... Paulo Sacristán
- La intrusa (2001) .... Eduardo del Bosque Itúrbide
- Por un beso (2000-2001) .... Daniel Díaz de León
- Mujeres engañadas (1999-2000) .... Pablo Rentería
- Rosalinda (1999) .... Álex Dorantes
- Camila (1998) .... Dr. Robin Wicks
- Rencor apasionado (1998) .... Gilberto Monteverde

## Prêmios e Indicações

### Prêmios TVyNovelas
| Ano  | Categoria    | Telenovela        | Resultado |
| ---- | ------------ | ----------------- | --------- |
| 2000 | Melhor vilão | Mujeres engañadas | Nominado  |